# Reimon Opitz

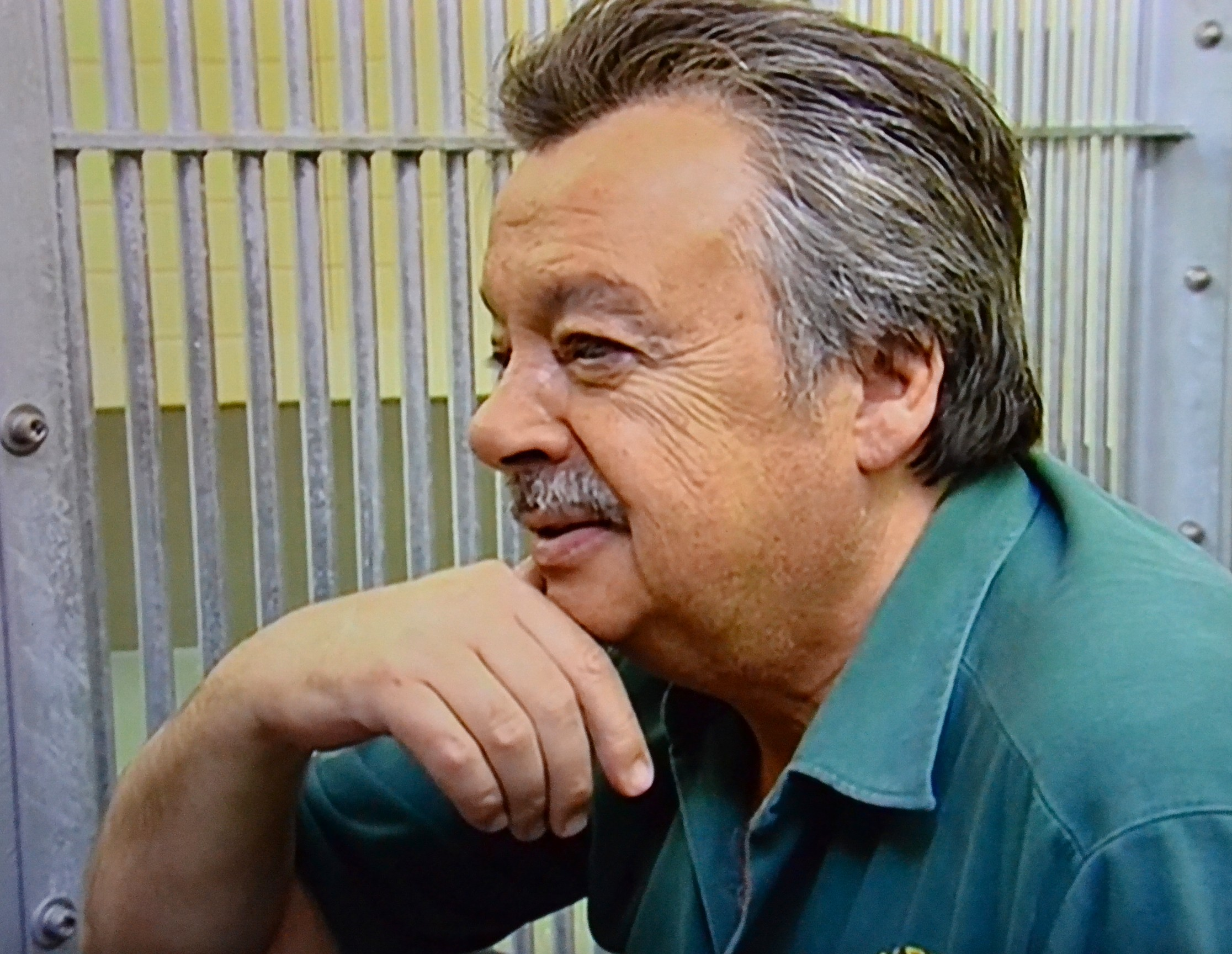
Reimon Opitz (2008)

Reimon Opitz (* 10. September 1948 in Berlin-Zehlendorf; † 20. September 2010 in Berlin-Westend) war ein deutscher Tierpfleger im Zoologischen Garten Berlin, der dort 2010 als dienstältester Tierpfleger durch die Aufzucht von Menschenaffen große Aufmerksamkeit erhielt.

## Leben
Opitz wuchs in Berlin auf und begann zunächst eine Ausbildung bei der Polizei. Mit siebzehn entschloss er sich Tierpfleger zu werden und begann 1965 eine Ausbildung im Zoologischen Garten Berlin. Von Anfang an hatten es ihm die Menschenaffen angetan und er übernahm das Revier Anfang der 1980er Jahre und wurde später Obertierpfleger. Dafür bezog er eine Dienstwohnung direkt im Menschenaffenrevier.
Große Verdienste erwarb sich Opitz bei der Handaufzucht von Menschenaffen, wodurch er verstärkt auch ins Blickfeld der Öffentlichkeit gelangte. Unterstützt von seiner Frau Marion zog er erstmals 1977 erfolgreich ein Gorillajunges auf. Es folgten über vierzig Affenbabys der Arten Gorillas, Schimpansen und Orang-Utans, aber auch Gibbons und Meerkatzen.
Reimon Opitz erlag am 20. September 2010 im Berliner Krankenhaus Westend den Folgen eines Herzinfarkts. Er hinterließ seine Ehefrau Marion, die 15 Monate nach ihrem Mann im Alter von 60 Jahren einem langjährigen Krebsleiden erlag. Beide wurden seebestattet.

## Filmografie
- 1994: Berliner Zoogeschichten (SFB Video)
- 2006–2010: Panda, Gorilla & Co.
- 2006: Berliner Schnauzen (Fernsehserie)
- 2012: Tierisch gut! – Der beste Affenvater von Berlin